# Виктор Хорињак
Виктор Хорињак (рус. Виктор Викторович Хориняк; Минусинск, 22. март 1990) руски је филмски и позоришни глумац.

## Биографија
Рођен је 22. марта 1990. године у Минусинску. Има старијег брата и сестру. У детињству је активно учествовао у аматерским представама, рецитаторским такмичењима, бавио се и џудоом.. Поред тога што је без полагања испита упао на медицински институт, ипак се определио за глумачку каријеру. Уписује школу-студија МХАТ. Током 4 године студија, изјавио је да је цео дан проводио у учионици, од 7 ујутру до 11 увече, након чега би до 6 ујутру радио као обезбеђење у ресторану. 2011. године, постаје члан трупе театра Антон Чехов. Такође наступа и у театру Олега Табакова. Од 2007. године активно глуми у филмовима, а од 2010, и у телевизијским серијама. Највећу популарност стекао је улогом бармена Костје у серији Кухиња. Добитник је награде Олег Табаков за 2012. годину. Активно се бави спортом, воли кошарку и бокс. Ожењен је и има сина.